# 関東平野

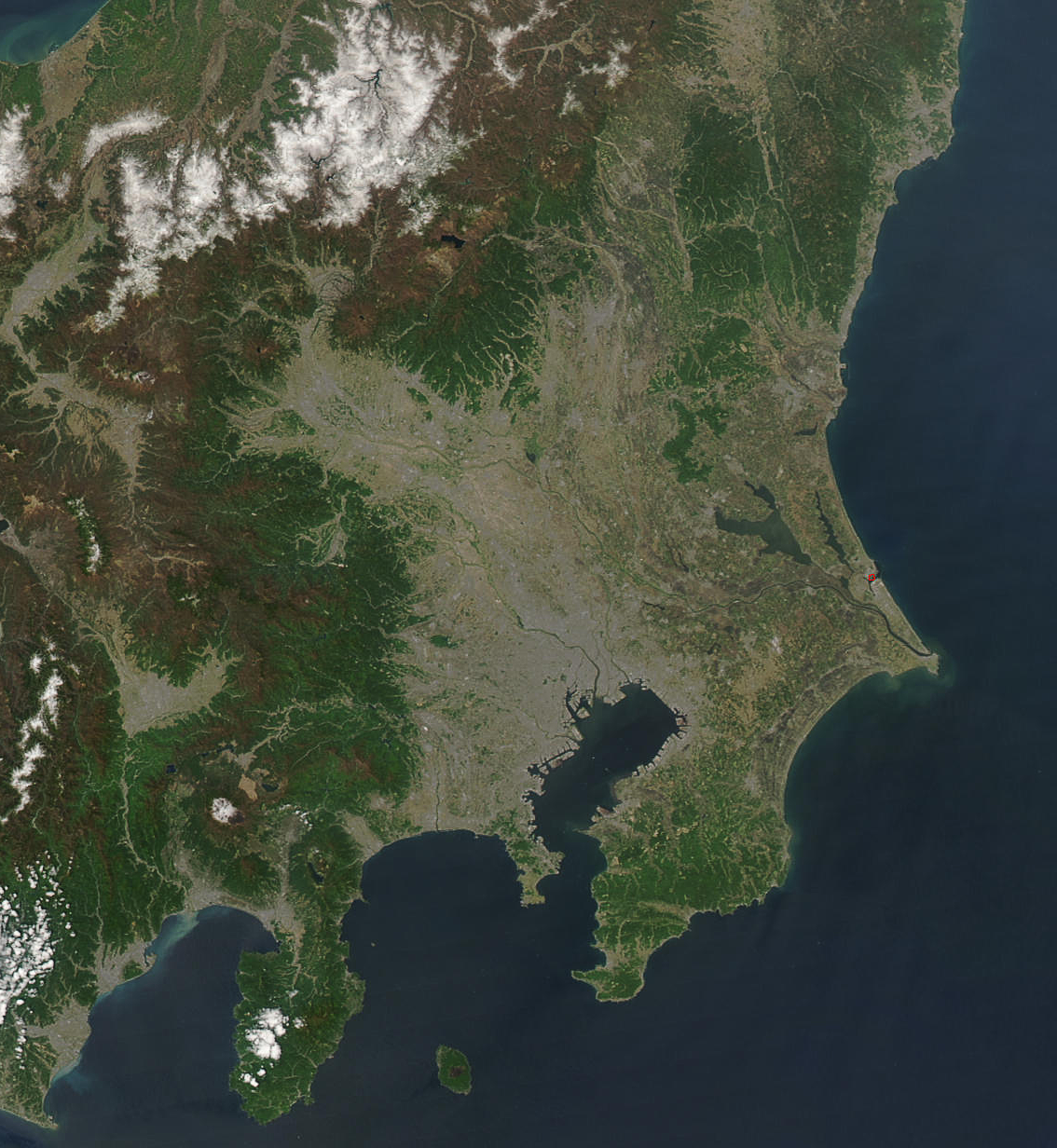
関東平野の衛星画像

関東地方の主要地形

関東平野（かんとうへいや、英: Kanto Plain）は、関東地方一都六県にまたがる日本で最大の平野。
関東平野の面積は、約1万7,000平方キロメートルに及び、国土面積の5%近く、日本全国の平野（9万平方キロメートル、国土の約4分の1）の18%を占める。また、2番目に広い石狩平野（約4,000平方キロメートル）、3番目に広い十勝平野（約3,600平方キロメートル）と大きな差があり、四国の面積（約1万8,300平方キロメートル）に近い。

## 地理

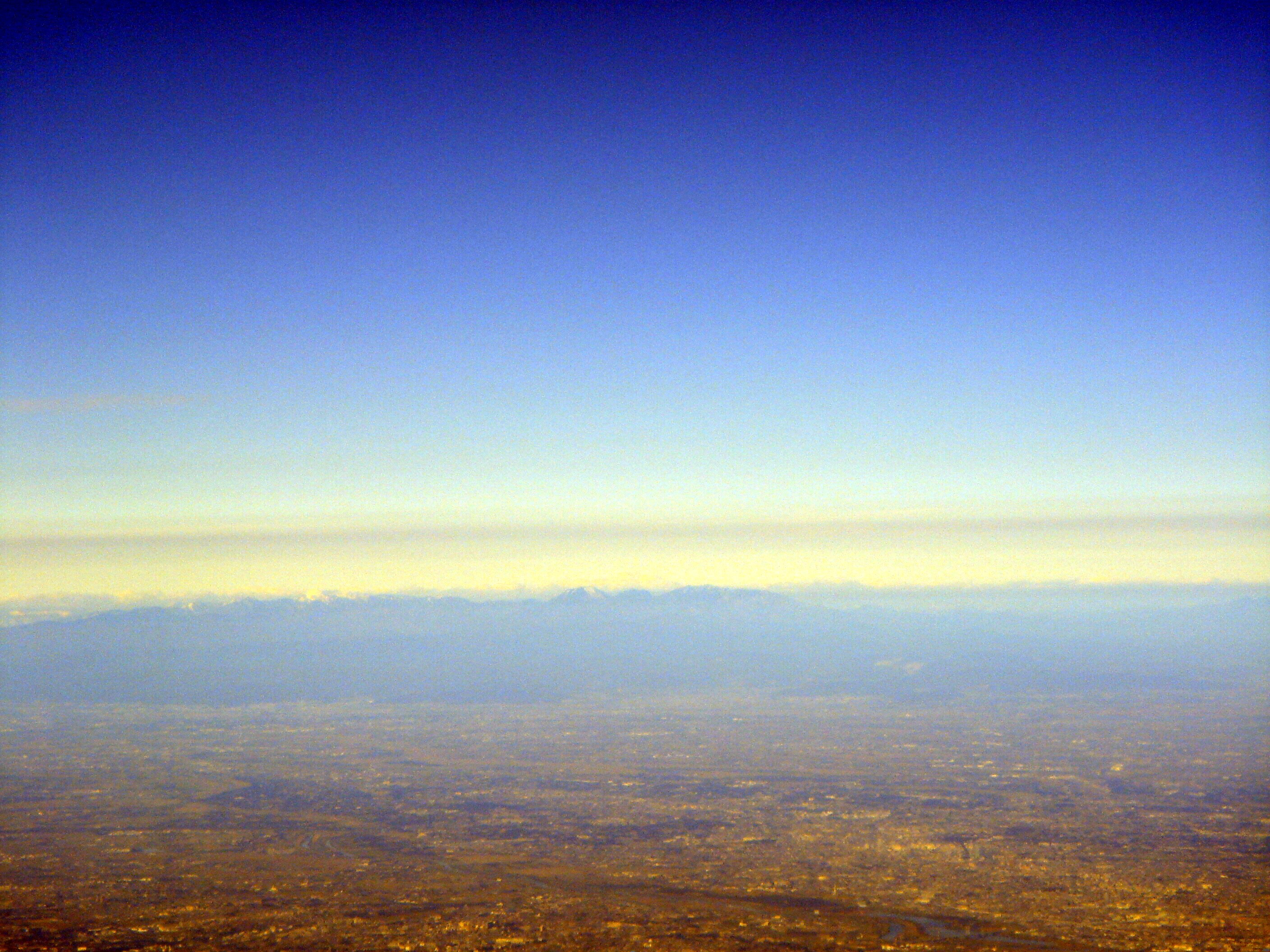
手前関東平野。遠い山並みは中央が男体山と日光連山、その左が三国山脈。東京国際空港上空より。（2006年11月撮影）

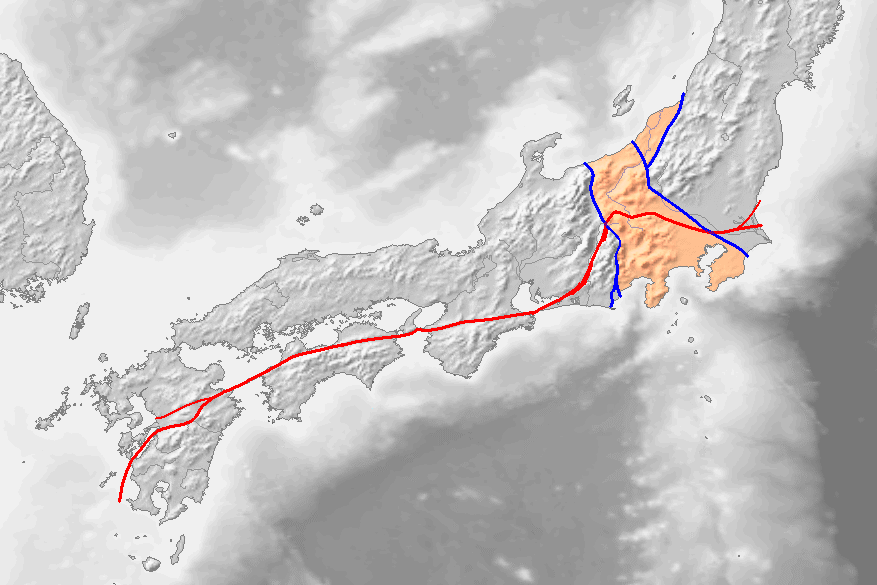
薄い赤色の地域がフォッサマグナ
赤線が中央構造線

関東地方一都六県にまたがり、東は鹿島灘・九十九里浜に、南は房総丘陵・東京湾・三浦丘陵・相模湾に囲まれていて、西は箱根山・関東山地に、そして北は西から順に上毛三山（妙義山・榛名山・赤城山）・足尾山地（皇海山・袈裟丸山）・日光連山（日光白根山・男体山・女峰山・赤薙山）・高原山・那須岳・八溝山地・多賀山地に囲まれている。
河川は北西部山地から東南方向に向かって流れ太平洋に注ぐ。主な河川として三国山脈を水源とする利根川、足尾山地を水源とする渡良瀬川、日光連山・帝釈山地を水源とする鬼怒川・田川、八溝山地を水源とする小貝川、関東山地を水源とする烏川・荒川・多摩川、丹沢山地を水源とする相模川などがある。支流を含めた利根川の流域面積は関東平野全体の約1/2を占める。
台地は武蔵野台地・相模野台地（相模原台地）・大宮台地・下総台地などがあり、関東ローム層という火山灰土壌（南関東は富士山・箱根山、北関東は浅間山・赤城山・男体山・那須岳などに由来する）で覆われている。丘陵は新第三紀層を基盤とする多摩丘陵、三浦丘陵、狭山丘陵、加治丘陵、比企丘陵などがある。
台地

湿地

丘陵

河川

低地

用水

湖沼

## 地質
関東平野は、日本最大の平野であり、新第三紀以来続く、関東造盆地運動という変化により形成された。これは現在の関東平野の中央部（加須低地）を中心にして沈降が起こり、周囲の山地などが隆起する運動である。
これにより周囲の山地からの土砂が非常に厚く堆積し（第三紀層が3,000メートルにも達する）、それがさらに隆起することにより丘陵や台地が多く形成された。フォッサマグナの東縁線、中央構造線などの大型の構造線が平野の中央部に存在すると考えられているが、このようにして軟らかい堆積層が厚く積もっているため、地震の発生原因となる活断層を発見することが困難になっている（断層は堆積層下の地下3,000メートルの基盤に存在する）。その他、河川の運んだ土砂等の自然堆積物による陸地化も起きており、縄文時代末期から弥生時代初期（およそ3,000年以上前）には、ほぼ現在の地形になっていた。
広大な平野ではあるが、東京都心である山手線内側は坂が多い。その周辺は武蔵野台地と東京低地の境目であり、河川・波などの浸食で凸凹になっている。そのため赤坂・乃木坂・神楽坂・道玄坂という坂のつく地名だったり、渋谷・四ツ谷・日比谷などの谷であったり、台・窪・丘などの地名も多い。また武蔵野台地にも国分寺崖線・立川崖線という大きな崖があり、その先には丘が多い地形になる（多摩丘陵）。多摩丘陵は三浦丘陵につながっており、越えた西側には相模野台地がある。また、相模川流域を特に指して相模平野と呼称する場合もある。
反対の東側に行けば、下総台地という高台となる。2つの台地に挟まれたエリア（主に下町）は東京低地で、荒川沿川は海抜ゼロメートル地帯と呼ばれる。

## 気候

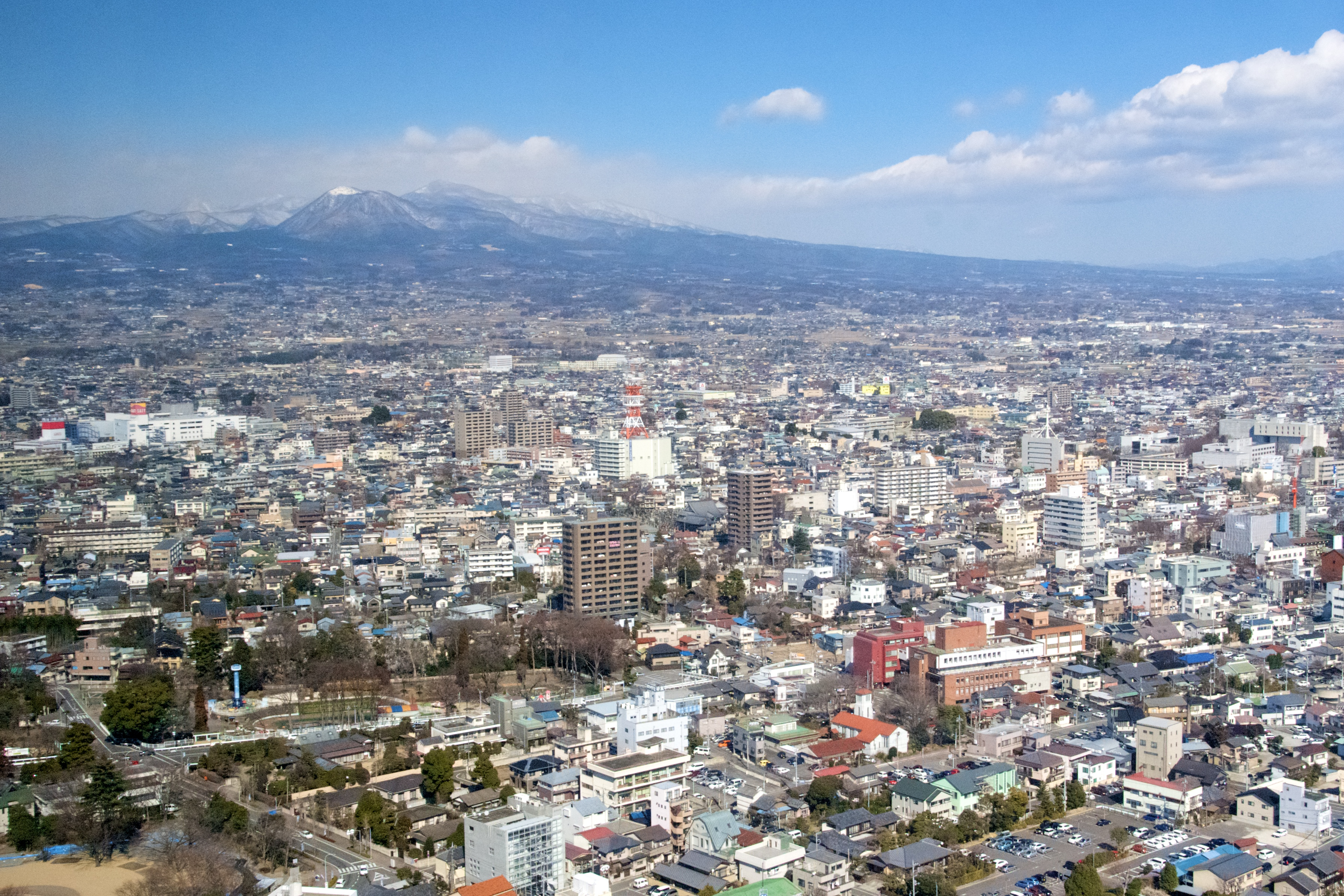
北側の山から季節風が吹いてくる（写真は前橋と赤城山の様子）

関東平野の気候は温帯で、太平洋側気候である。冬は寒く、夏は暑い。内陸部に行くほど、1日の内の気温差、夏と冬の気温差が大きくなる傾向が見られる。北部を中心に日照時間が比較的多い。
沿岸部を流れる黒潮（暖流）の影響により、南部を中心に温暖な気候である。
夏は、モンスーンによる梅雨前線の影響で雨が多く、台風の影響も多く見られる。また昼前に北部から西部山岳部で発生した雷雲が昼過ぎに平野部に達し、夕立（雷雨）となる日が多い。オホーツク海高気圧が優勢の年は、この高気圧からの風が北東風となり、冷気が入り込むやませにより気温が上がらず、冷夏となることもある。
冬は、日本海からの季節風が三国山脈で遮られ、北側の山沿いにその水分を雪として降らせるが、その雪により水分を失った季節風は乾燥した空気を運ぶ強いからっ風として関東平野を吹き抜ける（群馬県の赤城颪の他には茨城県の筑波颪、栃木県の二荒颪などがある）。降雪は年々少なくなっているが、冬季に数回、概ね10 - 20センチメートル前後の積雪を記録する。
年間を通して関東平野全域、特に内陸部は晴天と北風により放射冷却の影響を受け易く、冬は日の出前の最低気温が氷点下5℃程度まで下がる日もある。明け方に気温が低下した日でも、晴天日は日中の気温が7 - 10℃程度まで上昇するが、乾燥した北風が強い日は実際の気温より体感温度が低くなる。
東京都心部はヒートアイランド現象により、周辺部と比べて最低気温が高い。また熊谷は内陸部にあることに加えて、上空の風が関東平野の北側や西側の山を越えたあと吹きおりてくるフェーン現象と東京都心を通ってくる間に暖められた海風が流れ込むので暑くなりやすい。
2010年、東京都心部の東京都千代田区大手町での観測では最高気温37.2℃（8月17日）、最低気温氷点下0.4℃（2月4日）、日平均気温16.9℃、平均湿度61%、日照時間1987.0時間、降水量合計1679.5ミリメートル、最深積雪は1センチメートルである。また、内陸部の埼玉県熊谷市では2018年7月23日に41.1℃と、2020年8月17日に41.1℃を観測した静岡県浜松市と日本観測史上1位タイの最高気温を記録した（2020年9月22日現在）。

## 主な都市
埼玉県と千葉県については、関東平野に相当する面積が広く、地理的関係で県庁所在地ではない市（熊谷市・銚子市）に地方気象台が置かれているほどである。
- 東京都
  - 東京都区部、八王子市、町田市、立川市
- 神奈川県
  - 横浜市、川崎市、相模原市
- 埼玉県
  - さいたま市、川口市、川越市、春日部市、熊谷市
- 千葉県
  - 千葉市、船橋市、成田市、野田市、銚子市
- 茨城県
  - 水戸市、日立市、古河市、取手市
- 栃木県
  - 宇都宮市、小山市、矢板市
- 群馬県
  - 前橋市、渋川市、館林市

など

## 交通
東京特別区は日本の政治・経済・文化の中枢を抱え、就職などで周辺地域から大都市に依存する大都市圏（東京圏）を形成しており、東京への通勤手段には専ら鉄道が利用される。中核である東京（特別区）が世界的にも高度に発達した公共交通網を持つ一方で、都市圏内を含めて比較的車社会化の傾向の強い地域も多く（両毛地域など）、新興住宅地や農村部などを始めとして公共交通空白地帯・公共交通不便地帯が点在し、生活・通学等の交通確保の問題も生じている地区が少なくない。
- 交通網
  - 主な幹線鉄道（主な市）
東京から放射状に伸びる広域アクセス路線。新幹線などを除き東京圏内・平野内の地方都市圏内通勤手段を兼ねる。
    - 東日本旅客鉄道（JR東日本）
      - 東北新幹線（宇都宮市）・北陸新幹線(高崎駅 - 上越妙高駅間)・上越新幹線（高崎市）・東海道本線（横浜市）・中央本線（八王子市）・東北本線（宇都宮市）・高崎線（高崎市）・常磐線（水戸市）・総武本線（千葉市）

    - 東海旅客鉄道（JR東海）	
      - 東海道新幹線（横浜市）

    - 京浜急行電鉄（京急）
      - 本線（横浜市）

    - 東急電鉄（東急）
      - 東横線（横浜市）・田園都市線（横浜市）

    - 小田急電鉄
      - 小田原線（町田市）・江ノ島線（藤沢市）

    - 京王電鉄
      - 京王線（八王子市）・相模原線（相模原市）

    - 西武鉄道
      - 池袋線（所沢市）・新宿線（川越市）

    - 東武鉄道
      - 伊勢崎線（伊勢崎市）・桐生線（桐生市）・日光線（鹿沼市）・東上本線（東松山市）

    - 首都圏新都市鉄道
      - つくばエクスプレス（つくば市）

    - 京成電鉄
      - 成田空港線（成田空港）・本線（成田市）

  - 主な高速道路（主な市）
    - 首都高速道路（東京特別区）
    - 東名高速道路（横浜市）
    - 中央自動車道（八王子市）
    - 関越自動車道（高崎市）
    - 東北自動車道（宇都宮市）
    - 常磐自動車道（水戸市）
    - 東関東自動車道（成田市）
    - 東京外環自動車道（さいたま市）
    - 首都圏中央連絡自動車道（相模原市、八王子市、川越市、つくば市、成田市など）
    - 北関東自動車道（宇都宮市）

## 産業

### 農業
沖積平野では稲作が、洪積台地および太平洋沿岸地域では畑作・畜産および果樹の生産が行われている。千葉県、茨城県を中心に農業が盛んである。

### 工業
京浜工業地帯、京葉工業地域、鹿島臨海工業地帯、北関東工業地域などに大型の製造業が立地する。

### 商業
多くの流通業の本社・拠点が存在する。主要都市中心部に商業施設が立地する他、2000年代以降は郊外の商業施設が急増している。